# جون إستس
جون إستس (بالإنجليزية: John Estes)‏ هو لاعب كرة قدم كندية أمريكي، ولد في 25 مارس 1987 في ستوكتون في الولايات المتحدة.

## وصلات خارجية
- جون إستس على موقع مرجع كرة القدم المحترفة.كوم (الإنجليزية)